# Cormoran de Tasmanie
Phalacrocorax fuscescens
Espèce
Statut de conservation UICN

 LC  : Préoccupation mineure
Le Cormoran de Tasmanie (Phalacrocorax fuscescens) est une espèce d'oiseau de mer endémique des côtes méridionales de l'Australie.

## Description
Il mesure 65 cm de long. Les parties supérieures sont noires et les inférieures blanches.

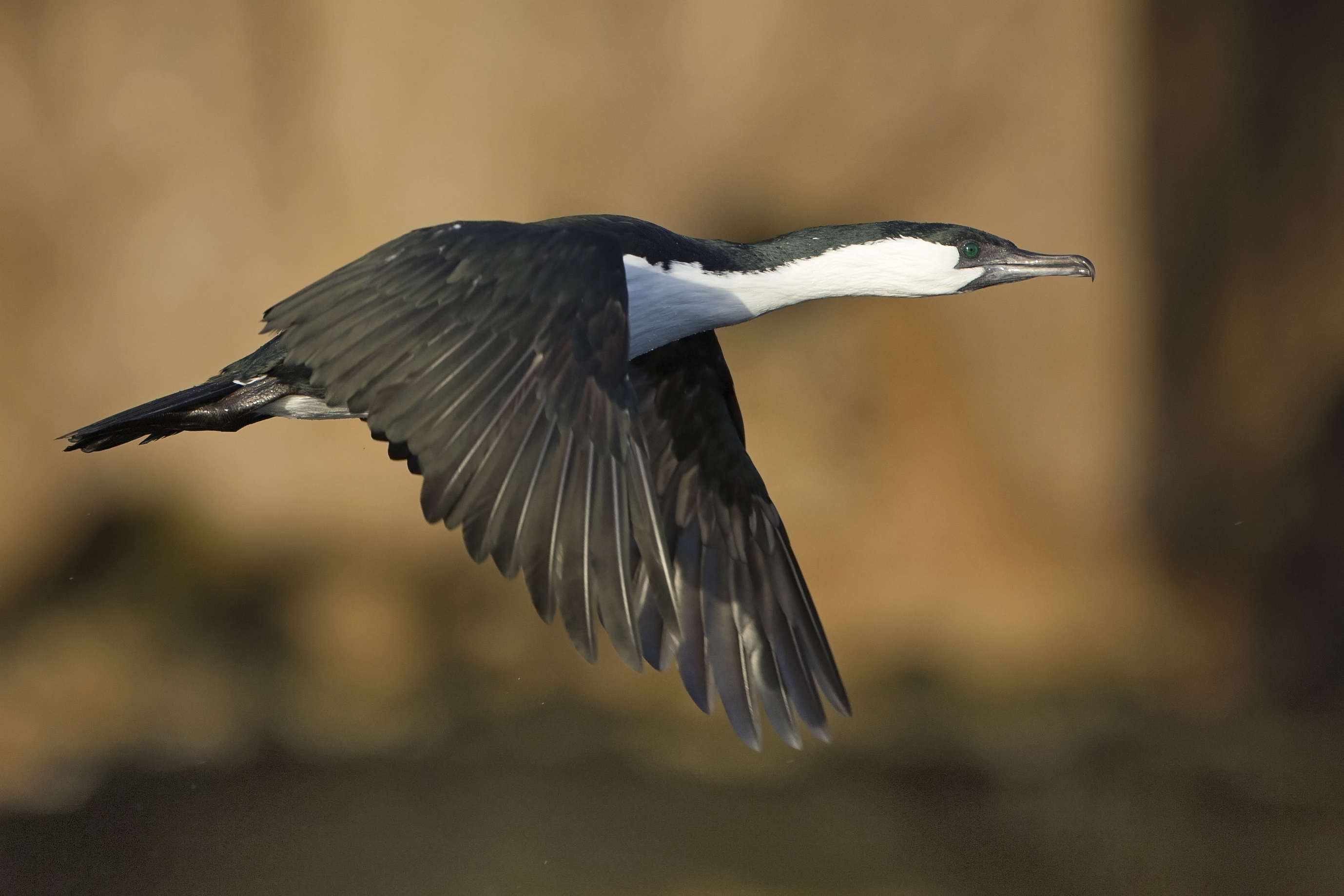
Cormoran de Tasmanie en vol

## Distribution et habitat

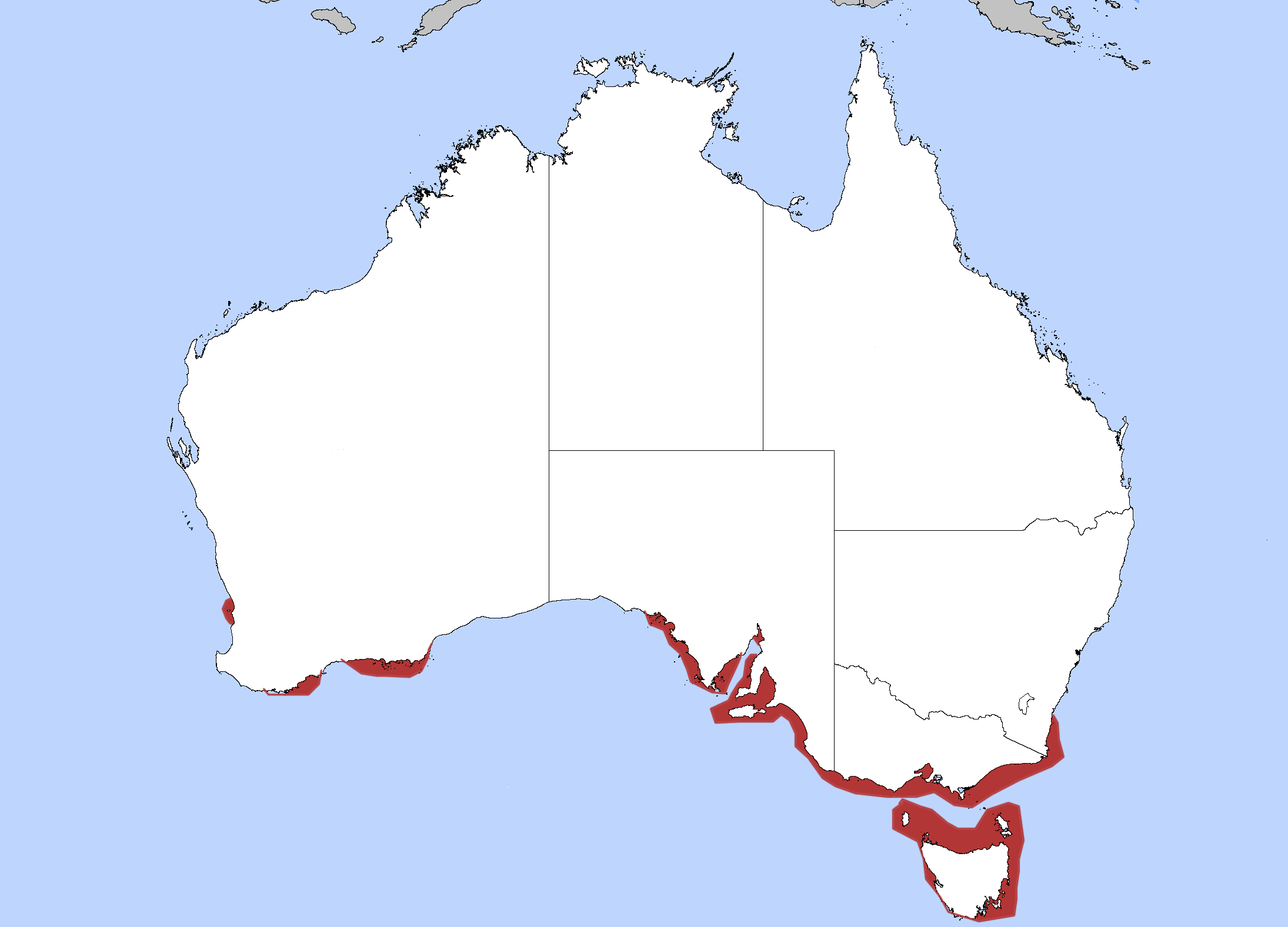
Zones de répartition (en rouge) de l'espèce.

On le trouve sur toutes les côtes du Sud de l'Australie depuis le cap Leeuwin en Australie occidentale jusqu'à l'État de Victoria. On le trouve aussi sur les côtes de Tasmanie et les îles du détroit de Bass
À la différence des autres cormorans australiens, on ne le trouve pas à l'intérieur des terres mais uniquement sur les côtes et en mer.